# Pygophalangodus
Pygophalangodus is een geslacht van hooiwagens uit de familie Gonyleptidae.
De wetenschappelijke naam Pygophalangodus is voor het eerst geldig gepubliceerd door Mello-Leitão in 1931. 

## Soorten
Pygophalangodus omvat de volgende 2 soorten:
- Pygophalangodus canalsi
- Pygophalangodus gemignanii